# El Bananero
Adrián Maximiliano Nario Pérez (New Jersey, Hoa Kỳ, ngày 12 tháng 9 năm 1976), được biết đến với cái tên El Bananero, là một nhà sản xuất và hiện tượng Internet, được biết đến khi tải lên video Lớp B của mình với sự hài hước và ngôn từ tục tĩu. trang web elbananero.com từ năm 2005 và sau đó lên YouTube. Đây là một trong những người tiên phong trong nền tảng và là biểu tượng của một thập kỷ giải trí phổ biến vào đầu kỷ nguyên kỹ thuật số, theo tờ El Universo.

## Tiểu sử
Adrián Nario sinh ra ở New Jersey, Hoa Kỳ và từ 8 tuổi chuyển đến Montevideo, Uruguay, nơi anh sống đến năm 2005, anh chuyển đến Miami, Hoa Kỳ.
Năm sáu tuổi, cha mẹ anh đã để anh ở nhà một mình khi họ đi làm, vì vậy, Adrian biết các kênh truyền hình cáp dành cho người lớn. Trong trường, anh ta rất nhút nhát và để làm hài lòng các bạn cùng lớp, Adrian đã ghi lại nội dung khiêu dâm của truyền hình để chiếu cho bạn đồng hành.
Trước khi di cư sang Hoa Kỳ, Adrián thuộc về ban nhạc ska punk người Uruguay, một lần nữa, là một phần trong khóa đào tạo đầu tiên của anh.

## Hiện tượng Internet

### Bắt đầu trên web
Năm 2005, Adrián quyết định làm video để vui vẻ với bạn bè của mình, với nội dung châm biếm, bất lịch sự, thô tục, trượng phu, tục tĩu và tục tĩu, trong đó anh chế giễu những chủ đề cấm kỵ như tình dục và nhại lại những bộ phim nổi tiếng bằng chính sản phẩm của họ, thu hút sự chú ý trực tuyến ở Châu Mỹ Latinh, ông đã tạo ra trang web của riêng mình có tên elbananero.com để tải lên video của mình và chia sẻ chúng với các đồng nghiệp của mình, người đã nói với những người bạn khác và do đó đã lan truyền với bút danh El Tuneax của mình. Một năm sau, sau khi tạo ra YouTube, anh ấy đã mở kênh của mình, nơi anh ấy cũng đã tải lên các video của mình và anh ấy đã tạo một video cơ bản mỗi tuần trong ba tháng đầu tiên, sau một năm. Nội dung của nó đã có lượt truy cập từ 15.000 đến 20.000 người, trở thành người nổi tiếng trên internet hoặc anh ta tự gọi mình là "Người nổi tiếng hạng B", được phổ biến trong thanh thiếu niên từ 15 tuổi. Thông thường nhịp điệu của nó khi tạo video là vài tuần hoặc vài tháng, điều này không ảnh hưởng đến những năm đầu tiên vì chúng không mất đi sự liên quan, tuy nhiên hiện nay các xu hướng đang sinh sôi nảy nở khiến mất đi sự liên quan sớm.

### Video
Trong số các nội dung của nó là "Trailerazos", là những đoạn phim nhại lại các bộ phim Hollywood với nội dung gốc từ các bộ phim. Trên "Trailerazos" là "El Hombre que araña" (giả mạo Người Nhện), "Harry el Sucio Potter" (nhại lại Harry Potter thu được hơn một trăm triệu lượt xem tại thời điểm đó), "El Impotente Hulk" (nhại lại Hulk), v.v... Trò nhại của loạt phim hoạt hình He-Man do El Bananero thực hiện là "Iván el Trolazo", đó là lý do tại sao họ đóng kênh YouTube khi Mattel tuyên bố, tuy nhiên nó đã mở một kênh khác đạt 1 triệu người đăng ký vào năm 2016. Trong số các video nổi bật của nó là "Hệ thống Muñeca".
Do nội dung đồ họa trong video của họ, nơi các cơ quan tình dục thường được hiển thị, video của họ đã bị xóa khỏi nền tảng, vì vậy họ bắt đầu đặt một poster kiểm duyệt trong các phần của video cho phiên bản của họ trên YouTube, trong khi trên trang web của họ giữ cho nó không bị kiểm duyệt.
Vào tháng 1 năm 2015, El Bananero đã gây bất ngờ cho những người theo dõi mình trên Twitter, bằng cách xuất bản một bức ảnh với một trong những nữ diễn viên khiêu dâm nổi tiếng nhất thời điểm này, Mia Khalifa, người mà anh đã tải lên một video cho kênh của mình có tên Mia Khalifa vs La Muñeca Psicótica System.

### Chương trình ở Mỹ Latinh
Ngoài việc kiếm sống bằng công việc hàng ngày với tư cách là nhà sản xuất nghe nhìn và là một youtuber, anh còn lưu diễn ở Mỹ Latinh kể từ năm 2014. Anh ấy đã trình bày chương trình hài kịch nổi bật của mình với một giai điệu dành cho người lớn, ở các quốc gia như Peru, Colombia, Costa Rica, Argentina, Ecuador, Mexico, Uruguay, Chile, Bolivia, trong số những người khác.
Vào năm 2016, trong một cuộc phỏng vấn trực tiếp trên truyền hình cho CNN Chile, El Bananero đã nói lời tạm biệt với việc cho thấy một dương vật được vẽ trên ngực và nói rằng ông muốn dạy thành viên soái ca trên CNN trước khi nói lời tạm biệt.